# Joaquín Ascaso Budría
Joaquín Ascaso Budría (Saragossa? Almudévar?, 1906 o 1907 - Caracas, març de 1977) fou un anarcosindicalista de la CNT i la FAI, president del Consell Regional de Defensa d'Aragó entre 1936 i 1937. Era cosí del dirigent de la CNT Francisco Ascaso.

## Biografia

### Abans de la Guerra Civil
De professió paleta, en la seva joventut es va afiliar a l'organització anarcosindicalista Confederació Nacional del Treball, participant en l'agrupació anarquista "Els Indomables" i col·laborant amb altra anomenada "Los Solidarios".
Va ser detingut a Saragossa per les seves activitats anarcosindicalistes el 1924 i la fitxa policial li donà una edat de disset anys. Després d'aquest fet, va fugir a França fins a l'adveniment de la Segona República Espanyola, influït per la Insurrecció de Jaca.

### Durant la Guerra Civil
L'inici de la Guerra Civil espanyola l'enxampa a Barcelona i en el context de la revolució social espanyola de 1936, surt cap al front d'Aragó, primerament integrat en la Columna Durruti i posteriorment en la Columna Ortiz. Va rebre el nomenament oficial de delegat governamental del Consell Regional de Defensa d'Aragó el 19 de gener de 1937. Durant aquell període va mantenir relacions de caràcter oficial amb la Generalitat de Catalunya.
Després de la dissolució del Consell, va ser detingut per ordre del Govern de la Segona República Espanyola el 19 d'agost de 1937, va romandre pres 38 dies a la presó de Sant Miquel dels Reis, prop de València, i finalment va marxar a França a través d'Andorra amb Antonio Ortiz. Des d'allà va marxar cap a l'Uruguai, passant també per Xile i el Paraguai, establint-se finalment a Veneçuela.

### A l'exili
A l'exili de Veneçuela va formar durant la dècada del 1960 el grup anarquista Fuerza Única, al costat d'Antonio Ortiz i altres membres llibertaris a l'exili.